# Joseph Pennell

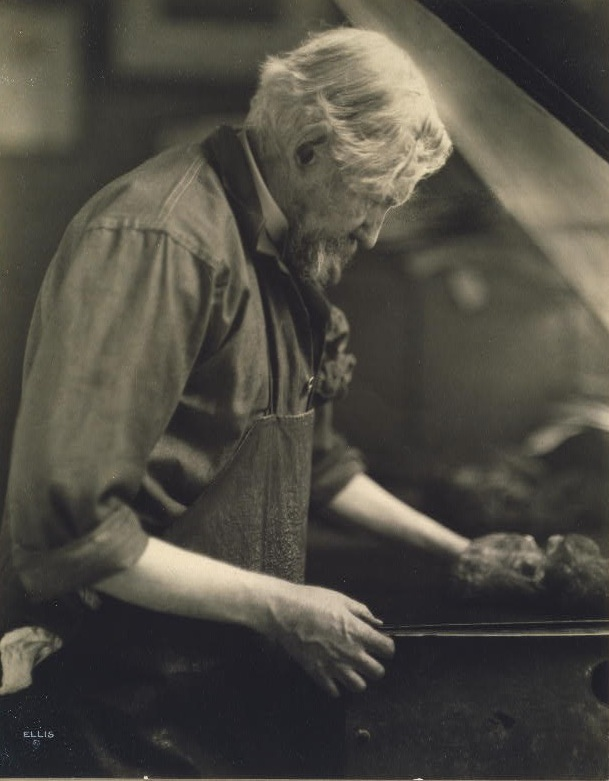
Joseph Pennell en una imagen de 1922.

Joseph Pennell (Filadelfia, 4 de julio de 1857 - 23 de abril de 1926) fue un escritor, grabador, litógrafo e ilustrador estadounidense.

## Biografía

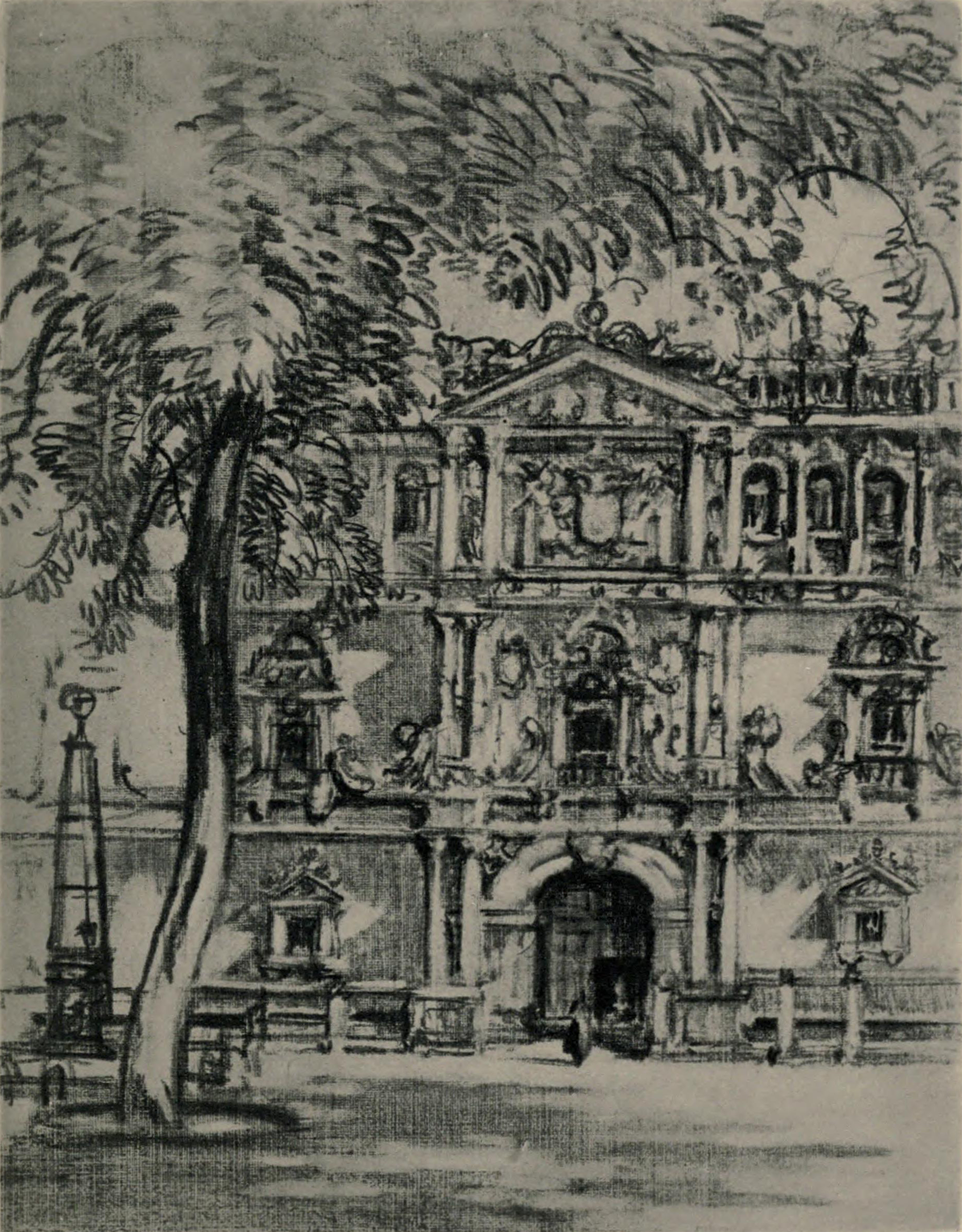
Fachada de la Universidad de Alcalá (Castilian Days, 1903).

Estudió en su ciudad natal, Filadelfia, pero al igual que su compatriota y amigo, James McNeill Whistler, marchó después a Europa y estableció un tiempo su residencia en Londres. 
En España, Joaquín Sorolla fue su valedor en San Sebastián.
Fue autor de numerosos libros (muchos de ellos en colaboración con su esposa, Elizabeth Robins Pennell), pero la principal actividad por la que es reconocido es como artista, en el grabado y la litografía, pero sobre todo en la ilustración. Su estrecha amistad con Whistler le animó a escribir una biografía sobre el artista, que finalmente vio la luz en 1908. En este tiempo fue profesor en la Slade School of Art, obtuvo una medalla de oro en la Exposición Universal de París en 1900 y en la Exposición Universal de San Luis de 1904. Más tarde sería profesor también en la Liga de estudiantes de arte de Nueva York.
Pennell visitó San Francisco en 1912, y llevó a cabo una serie de grabados bajo la temática «municipal subjects». Las obras se expusieron en diciembre de 1912 en la «prestigiosa galería de Vickery, Atkins y Torrey». Es posible que la visita de Pennell inspirase a los grabadores de San Francisco, Robert Harshe y Pedro Lemos, junto con el escultor Ralph Stackpole y el pintor Gottardo Piazzoni, para que fundasen la California Society of Etchers, ahora la California Society of Printmakers (Sociedad de Grabadores de California) en 1912, la más antigua de Estados Unidos. 

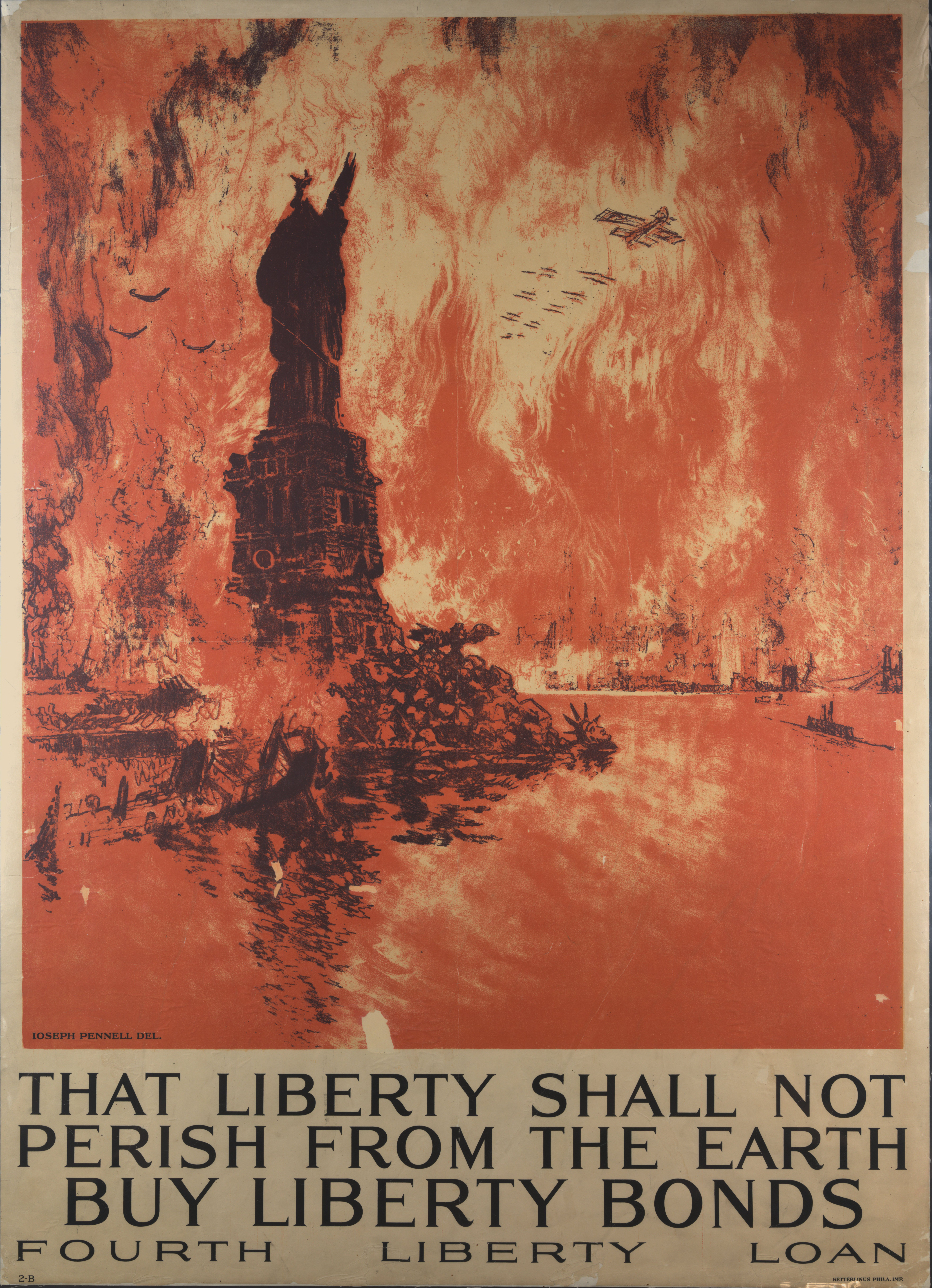
Cartel de la cuarta campaña de bonos de guerra de 1918 del gobierno estadounidense, obra de Joseph Penell, bajo el lema: That liberty shall not perish from the earth.

Pennell fue el autor del cartel para la cuarta campaña de colocación de bonos de guerra que puso en circulación y venta en 1918 el gobierno estadounidense durante la Primera Guerra Mundial, llamados Liberty bonds. El cartel muestra la entrada a Nueva York por el puerto, con la ciudad en llamas, sometida a un bombardeo aéreo y naval, y la estatua de la Libertad parcialmente destruida, con la cabeza y la antorcha seccionadas.

## Obras
- A little tour in France
- Italian journeys (1901)
- Castilian Days (1903)
- English Hours (Cambridge: The Riverside Press, 1905)
- Italian hours (1909)
- The new New York - a commentary on the place and the people (1909)
- Our Philadelphia (1914)